# Jacinto Guerrero
Jacinto Guerrero Torres (Ajofrín, 16 de agosto de 1895 - Madrid, 15 de septiembre de 1951) fue un músico español y compositor de zarzuelas.

## Primeros años
Nació en la localidad toledana de Ajofrín el 16 de agosto de 1895, en el seno de una familia humilde cuyo padre, Avelino Guerrero Cruz, era sacristán y su madre, Petra Torres Benito, bordaba y cosía. Ambos poseían un carácter apasionado y jubiloso, siempre alegres y nerviosos, rasgos que el todavía pequeño Jacinto heredaría. Era el mayor de cuatro hermanos: Inocencio, Consuelo y Paquita completaban la familia. Su formación musical comienza por la ilusión de su padre, que para entonces era director de la banda en su pueblo natal, por tener al chiquillo en la misma, tocando el bombo y los platillos, tarea que Jacinto comenzó con tan solo seis años, siendo ya un amante del teatro y de la música (sus preferidas eran la sacra y la popular). Cuando cumplió nueve años, su padre murió de una pulmonía. Ese mismo año, en 1904, llega a Toledo, donde ingresa en el Colegio de Infantes, desarrollando sus dotes en el mundo de los negocios y su afición por las mujeres. Aquí estudió solfeo, canto llano, latín y literatura. En el Archivo de Música, estudia de manera autodidacta a autores como Palestrina o Victoria. Tres años más tarde compuso su primera partitura (Salve a cuatro voces). Siendo aún muy pequeño (14-16 años), se sacrificó enormemente para sacar adelante a su familia, trabajando de capillero, lector de coro, animador en fiestas de los pueblos, músico en cafés, pianista en la sala de cine El Miradero, compraventa de objetos etc. Compaginaba sus múltiples y variados empleos con el estudio y práctica del violín y el piano. En 1914 compone la primera obra que le proporciona un enorme éxito y fama, Himno a Toledo, escrito para banda. Gracias a ello, consigue una beca de la Diputación y el Ayuntamiento para ingresar en el Conservatorio de Madrid.

## Traslado a Madrid
Ya en la capital, y sobreviviendo con la cantidad de una peseta diaria, Jacinto aprende que para triunfar en Madrid es tan importante componer como hacer buenas amistades y contactos. Tan solo un año después de su llegada, consigue un puesto como violinista en la Orquesta del Teatro Apolo. Se examina en el Conservatorio de tercero de solfeo y 1.º y 2.º de armonía, preparando en verano el examen equivalente a tres cursos de piano. En 1916 recibe instrucción militar en Toledo durante corto tiempo, pero tiene la fortuna de evitar ser llamado a quintas. Un año más tarde, obtiene por unanimidad el Diploma de Primera Clase de Armonía del Real Conservatorio Superior de Madrid. En 1918, compone su primera obra escénica: un sainete de costumbres llamado La cara de Dios, además de una breve pieza sinfónica llamada Jhaía (Danza mora). Este mismo año, estrenó también su primer poema sinfónico Jhaía, pero, pese a su gran éxito, el trabajo duro y los pocos beneficios, hicieron que Guerrero escribiera esta obra seria como la primera y la última. En 1919 estrena su primera obra, El Camino de Santiago, que no tuvo mucho éxito.

## Ramos Martín y la búsqueda de la fama
Para que no volviera a ocurrirle, buscó un libretista, contratando a José Ramos Martín, para el que compuso el sainete La pelusa o el regalo de los Reyes, estrenada en el Teatro de La Latina en 1920. Esta obra fue aclamada tanto por el público como por la crítica. Ese mismo año consigue un nuevo trabajo como pianista en el teatro de Fuencarral. Ocupará este cargo hasta la llegada de su hermano Inocencio a Madrid, quien es llamado a quintas obligando a toda la familia a trasladarse a la capital junto a Jacinto. En 1921 se estrena en Barcelona La alsaciana. En 1922 estrenó su zarzuela La montería en Zaragoza, dentro de la cual se encontraba el número “¡Hay que ver!” que interpretó Victoria Pineda (con quien el maestro entabló amistad) y que tuvo un enorme éxito. El propio Guerrero comenzó a dirigir al público en las numerosas veces que la pieza se repitió, generando una importante repercusión posterior.

## Triunfo en España

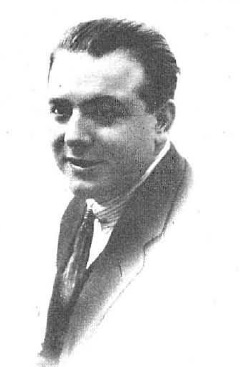
Guerrero hacia 1926

Su familia encuentra por fin la estabilidad económica gracias a los ingresos cada vez mayores de Guerrero, sin dejar de ser tan trabajadores y humildes como lo eran en Ajofrín. En 1923 se estrena Los gavilanes, donde Guerrero consiguió que la SGAE pagara el 10% de la taquilla al autor (hasta la fecha no era así). Un año más tarde, estrena varios sainetes y zarzuelas, como La sombra del Pilar, con libreto de Federico Romero y Guillermo Fernández Shaw, pero la más importante, donde se refleja el espíritu de Guerrero en su estado más puro, se estrenó en 1927: El huésped del sevillano, cuyo número “El canto a la espada”, que se hizo famoso mundialmente, tuvo un impacto tan fuerte o incluso mayor que el que encontrábamos algunos años antes en el “¡Hay que ver!”, especialmente esta obra tiene característica de estar basada en la época de Toledo y el uso masivo de sainete. En septiembre de 1929 se estrena el Himno de los Carabineros (con letra de Francisco Serrano Anguita). En 1930, compuso la banda sonora de uno de los primeros largometrajes del cine sonoro en español: La canción del día. Además, estrenó La rosa del azafrán en el Teatro Calderón, lo que sirvió para acallar algunas malas críticas que tachaban a Guerrero de ser excesivamente popular.

## Solo un país se le queda corto
Viaja a París ese mismo año y en verano a América, Buenos Aires concretamente, donde presentó numerosas zarzuelas y revistas, que triunfan incluso más que en Madrid. Sin embargo, surgen algunos problemas: debido a la revolución de Irigoyen, hubo varios tiroteos en la calle donde estaba el teatro, por lo que decidió partir hacia otras ciudades argentinas.

## Guerrero como empresario
En 1931, y tras recibir la cruz de Isabel la Católica, inicia, de la mano de los arquitectos Casto Fernández-Shaw y Pedro Muguruza, la creación del Teatro Coliseum. Tras varias huelgas y complicaciones económicas que el maestro consiguió resolver, se erigió por fin el teatro. A partir de aquí comienza una etapa nueva de Guerrero dentro del mundo de las Asociaciones. Un año más tarde, participa en la Asociación Cinematográfica Española y Americana (CAE), como miembro fundador y presidente, ya que su finalidad es llevar su obra también a las músicas de película. En 1935 nace su sobrino y ahijado, hijo de Paquita, pero un año después estalla la Guerra Civil, por lo que la familia se ve obligada a trasladarse a París y posteriormente a San Sebastián. Con el fin de la guerra en 1939, estrena Carlo Monte en Montecarlo, con libreto de Enrique Jardiel Poncela, una opereta. Poncela tenía la intención de introducir cómicos en lugar de actores cantantes, por lo que, tras las disputas con Guerrero y ceder este, la música perdió valor. Ese mismo año, su familia puede regresar a Madrid y, a partir de aquí, Guerrero estrenará sus obras en Madrid y Barcelona. Su madre era una fiel seguidora de la obra de su querido Jacinto, más de las zarzuelas que de las revistas, y nunca dejaba de acudir al Coliseum. Algunos días después del estreno de Loza, Lozana en 1943, Doña Petra falleció, lo que supuso una pena enorme para Guerrero, quien admiraba y quería a su madre más que a ninguna otra mujer, pese a que en su vida hubo muchas.

## Deterioro de su salud y muerte
Fumaba y comía demasiado, sin cuidarse y, en dos ocasiones, en 1944, tiene que ser operado de un absceso intestinal en el Sanatorio de Santa Alicia en Madrid, con algunas complicaciones, pero consigue salir adelante. Ese mismo año, compone la revista ¡5 minutos, nada menos!. En 1948, ocupa la presidencia de la SGAE, lo que le lleva, un año más tarde, a viajar a Bruselas, París y Lisboa. En 1951, vuela a Nueva York con Federico Moreno Torroba y, a su vuelta, solicita la ayuda de los hermanos Fernández-Shaw para realizar su nueva zarzuela (El canastillo de fresas, que se estrenará como obra póstuma), con objeto de formar una compañía bajo el lema “Resurgimiento de la Zarzuela”. Él mismo reconoce que lo que más le gusta es “buscar figuras, formar compañías y organizar espectáculos”. Estrena también El tríptico toledano en Barcelona y recibe un homenaje en Toledo por su trayectoria profesional. En septiembre de ese mismo año, fallece en el sanatorio Rúber de Madrid.

## Éxito póstumo
En 1977, se inauguró un monumento en su honor, por iniciativa del Concejal de Festejos del Ayuntamiento de Toledo en aquel año, el ocañense y vecino de Toledo Pedro Toledo Martínez. Dicho monumento fue realizado por el escultor hervasense Enrique Pérez Comendador; en 1982, su hermano Inocencio crea la Fundación Jacinto e Inocencio Guerrero en Madrid (ese mismo año fallece Inocencio). También en 1982 se fundó en Toledo el conservatorio profesional Jacinto Guerrero. En 2001, con motivo del cincuentenario de su fallecimiento, se editaron sus piezas sinfónicas y se realizaron numerosas grabaciones en disco compacto, además de una reducción de sus obras para sexteto de cuerda y piano.

## Catálogo de obra
| Año  | Obra                                                                 | Tipo de obra                  | Libretistas                                                                                           |
| ---- | -------------------------------------------------------------------- | ----------------------------- | --- |
| 1922 | La reina de las praderas                                             | Opereta (3 actos)             | Enrique Arroyo y Francisco Lozano                                                                     |
| 1931 | La loca juventud                                                     | Zarzuela (1 acto)             | José Ramos Martín                                                                                     |
| 1944 | ¡Cinco minutos nada menos!                                           | Opereta (2 actos)             | José Muñoz Román                                                                                      |
| 1919 | El Camino de Santiago (en colaboración con Eduardo Fuentes)          | Humorada (1 acto)             | Manuel Díez Enrich                                                                                    |
| 1920 | La cámara oscura                                                     | Revista (1 acto)              | José Ramos Martín                                                                                     |
| 1930 | Ramón del alma mía                                                   | Humorada (1 acto)             | José Ramos Martín                                                                                     |
| 1920 | Salustiano patrono (en colaboración con Augusto Vela)                | Zarzuela                      | Eduardo Ugarte                                                                                        |
| 1921 | La alsaciana                                                         | Opereta (1 acto)              | José Ramos Martín                                                                                     |
| 1921 | La hora del reparto                                                  | Sainete (1 acto)              | Pedro Muñoz Seca y Pedro Pérez Fernández                                                              |
| 1921 | El Otelo del barrio                                                  | Sainete (1 acto)              | José Fernández del Villar                                                                             |
| 1925 | El collar de Afrodita                                                | Opereta bufa (3 actos)        | Eduardo Marquina y José Juan Cadenas                                                                  |
| 1922 | La montería                                                          | Zarzuela (2 actos)            | José Ramos Martín                                                                                     |
| 1922 | El número 15                                                         | Sainete (2 actos)             | Pedro Muñoz Seca y Pedro Pérez Fernández                                                              |
| 1922 | El rey nuevo                                                         | Zarzuela (3 actos)            | Pedro Muñoz Seca y Pedro Pérez Fernández                                                              |
| 1921 | Manolita la Peque                                                    | Entremés (1 acto)             | José Ramos Martín                                                                                     |
| 1923 | Los gavilanes                                                        | Zarzuela (3 actos)            | José Ramos Martín                                                                                     |
| 1923 | La muerte del dragón                                                 | Música incidental para teatro | Pedro Muñoz Seca                                                                                      |
| 1923 | La luz de Bengala                                                    | Zarzuela (2 actos)            | Antonio Paso y Cano                                                                                   |
| 1923 | Cándido Tenorio                                                      | Sainete (2 actos)             | José Fernández del Villar                                                                             |
| 1923 | Teodoro y compañía                                                   | Vodevil (3 actos)             | Gavault y Marcel Voucey. Adaptación castellana de Federico Reparaz Chamorro y José-Juan Cadenas Muñoz |
| 1924 | A la sombra                                                          | Sainete (1 acto)              | Antonio Ramos Martín                                                                                  |
| 1924 | Don Quintín el amargao (o «El que siembra vientos»)                  | Sainete (2 actos)             | Carlos Arniches y Antonio Estremera                                                                   |
| 1924 | Lo que va de ayer a hoy                                              | Zarzuela (2 actos)            | Antonio Ramos Martín y Emilio Ferraz Revenga                                                          |
| 1924 | La sombra del Pilar                                                  | Zarzuela (3 actos)            | Federico Romero Sarachaga y Guillermo Fernández Shaw Iturralde                                        |
| 1925 | María Sol                                                            | Zarzuela (2 actos)            | José Ramos Martín                                                                                     |
| 1925 | Por los flecos del mantón                                            | Sainete (2 actos)             | Pilar Millán Astray                                                                                   |
| 1925 | ¡Vivan los novios!                                                   | Sainete (1 acto)              | José Ramos Martín                                                                                     |
| 1925 | Todo el mundo futbolista o Manuela y su conquista                    | Entremés (1 acto)             | Francisco Serrano Anguita                                                                             |
| 1926 | Selección del «El huésped del sevillano»                             | Orquestal (banda)             | — |
| 1926 | El huésped del sevillano                                             | Zarzuela (2 actos)            | Juan Ignacio Luca de Tena y Enrique Reoyo                                                             |
| 1926 | Las mujeres de Lacuesta                                              | Humorada (1 acto)             | Antonio Paso (Hijo) y Francisco García Loygorri                                                       |
| 1926 | Quietos, un momento                                                  | Entremés (1 acto)             | Antonio Paso Díaz                                                                                     |
| 1927 | Las alondras                                                         | Comedia Lírica (2 actos)      | Federico Romero y Guillermo Fernández Shaw Iturralde                                                  |
| 1927 | La hora de la verdad. Relojería (en colaboración con Enrique Estela) | Zarzuela (1 acto)             | Francisco Ramos de Castro, José Mesa Andrés y Manuel López Marín                                      |
| 1927 | Cornópolis                                                           | Fantasía (1 acto)             | Guillermo Perrin                                                                                      |
| 1927 | Las inyecciones (o «El Doctor Cleofás Uthof vale más que Varonoff»)  | Humorada (1 acto)             | Pedro Muñoz Seca                                                                                      |
| 1927 | Juan de Madrid                                                       | Zarzuela (3 actos)            | Luis de Vargas                                                                                        |
| 1927 | El sobre verde                                                       | Revista (2 actos)             | Enrique Paradas del Cerro y Joaquín Jiménez                                                           |
| 1927 | Los bullangueros                                                     | Revista (2 actos)             | José Juan Cadenas y Emilio González del Castillo                                                      |
| 1928 | Viva la cotorra                                                      | Andaluzada (1 acto)           | Enrique Paradas, Joaquín Jiménez y Torres                                                             |
| 1928 | Abajo las coquetas                                                   | Revista (2 actos)             | Antonio Paso Díaz y Francisco García Loygorri                                                         |
| 1928 | La orgía dorada (en colaboración con Julián Benlloch)                | Revista (19 cuadros)          | Pedro Muñoz Seca, Pedro Pérez Fernández y Tomás Borrás                                                |
| 1928 | Martierra                                                            | Zarzuela (3 actos)            | Alfonso Hernández Cata                                                                                |
| 1929 | La Melitona                                                          | Chascarrillo baturro (1 acto) | Francisco de Torres y Enrique Paso Díaz                                                               |
| 1929 | El tejar de Cantarranas                                              | Sainete (3 actos)             | Enrique Paradas y Joaquín Jiménez                                                                     |
| 1930 | La rosa del azafrán                                                  | Zarzuela (2 actos)            | Federico Romero Sarachaga y Guillermo Fernández Shaw Iturralde                                        |
| 1930 | Campanela                                                            | Zarzuela (1 acto)             | José Ramos Martín                                                                                     |
| 1930 | Colilla IV                                                           | Zarzuela                      | — |
| 1930 | El país de los tontos                                                | Revista (2 actos)             | Francisco de Torres, Enrique Paradas y Joaquín Jiménez Martínez                                       |
| 1930 | Selección del «La rosa del azafrán»                                  | Orquestal (banda)             | — |
| 1931 | Fantasía del «La fama del tartanero»                                 | Orquestal (banda)             | — |
| 1930 | Duro con ellas                                                       | Sainete (1 acto)              | Francisco de Torres, Enrique Paradas y Joaquín Jiménez Martínez                                       |
| 1931 | La fama del tartanero                                                | Zarzuela (3 actos)            | Luis Manzano y Manuel de Góngora                                                                      |
| 1931 | Pelé y Melé                                                          | Revista (2 actos)             | Enrique Paradas y Joaquín Jiménez                                                                     |
| 1931 | Miss Guindalera                                                      | Sainete (1 acto)              | Ángel Torres del Álamo y Antonio Asenjo Pérez                                                         |
| 1932 | Sole, la Peletera                                                    | Sainete (2 actos)             | Ángel Torres del Álamo y Antonio Asenjo Pérez                                                         |
| 1932 | El ama                                                               | Zarzuela (3 actos)            | Luis Fernández Ardavín                                                                                |
| 1933 | ¡Gol!                                                                | Revista (3 actos)             | Francisco Ramos de Castro y Gonzalo Ribas                                                             |
| 1933 | La camisa de la Pompadour                                            | Historieta (3 actos)          | Joaquín Vela y Enrique Sierra                                                                         |
| 1934 | Colores y barro                                                      | Zarzuela (2 actos)            | Serafín y Joaquín Álvarez Quintero                                                                    |
| 1934 | Peccata mundi                                                        | Revista                       | Carlos Arniches y Antonio Estremera                                                                   |
| 1934 | La españolita                                                        | Zarzuela (3 actos)            | Luis Fernández Ardavín                                                                                |
| 1934 | Las insaciables                                                      | Historieta (3 actos)          | Joaquín Vela y Enrique Sierra                                                                         |
| 1936 | La Cibeles                                                           | Comedia lírica (3 actos)      | Federico Romero Sarachaga y Guillermo Fernández Shaw Iturralde                                        |
| 1938 | candelaria                                                           | marcha                        | marcha para Semana Santa (Sevilla)                                                                    |
| 1936 | ¡Hip! ¡hip! ¡¡hurra!!                                                | Revista (18 escenas)          | Joaquín Vela y Enrique Sierra                                                                         |
| 1936 | La sota de oros                                                      | Revista (2 actos)             | Enrique Paradas y Joaquín Jiménez                                                                     |
| 1931 | La sal por arribas (en colaboración con Pablo Luna Carné)            | Humorada (2 actos)            | Antonio Paso y Francisco de Torres                                                                    |
| 1928 | Los faroles                                                          | Fantasía (1 acto)             | Enrique Paradas y Joaquín Jiménez                                                                     |
| 1938 | Candelaria, marcha procesional                                       | Orquestal (banda)             | — |
| 1939 | Carlo Monte en Montecarlo                                            | Opereta (14 cuadros)          | Enrique Jardiel Poncela                                                                               |
| 1941 | Canción del Ebro                                                     | Zarzuela (3 actos)            | Enrique Calonge y Enrique Reoyo                                                                       |
| 1942 | La media de cristal                                                  | Zarzuela Cómica (3 actos)     | Joaquín Vela y Enrique Martínez Sierra                                                                |
| 1943 | Loza lozana                                                          | Zarzuela (3 actos)            | Federico Romero Sarachaga y Guillermo Fernández Shaw Iturralde                                        |
| 1946 | Macarena                                                             | marcha                        | marcha para Semana Santa Sevilla                                                                      |
| 1947 | La blanca doble                                                      | Humorada (3 actos)            | Enrique Paradas y Joaquín Jiménez                                                                     |
| 1949 | Los Países Bajos                                                     | Fantasía                      | M. Jiménez, C. Paradas y P. Torres                                                                    |
| 1950 | Tres gotas nada más                                                  | Revista                       | Enrique Paradas y Joaquín Jiménez                                                                     |
| 1951 | El canastillo de fresas                                              | Zarzuela (2 actos)            | Guillermo y Rafael Fernández Shaw Iturralde                                                           |
| 1951 | Cancionero                                                           | Musical                       | Pedro Echevarría Bravo                                                                                |
| 1932 | Chicote Bar                                                          | Pasodoble (banda)             | Pedro Muñoz Seca                                                                                      |
| 1932 | Las tentaciones                                                      | Humorada (2 actos)            | Antonio Paso, Ángel Torres del Álamo y Antonio Asenjo                                                 |
| 1950 | Arriba y abajo                                                       | Humorada (1 acto)             | Francisco de Torres y Ricardo González del Toro                                                       |